# Rrröööaaarrr
Rrröööaaarrr es el segundo álbum de estudio de la banda canadiense de thrash metal Voivod. Fue lanzado en 1986 por Noise Records.

## Lista de canciones
- Todas las letras por Snake/la música por Piggy, Blacky & Away

1. "Korgüll the Exterminator" - 4:57
2. "Fuck Off and Die" - 3:37
3. "Slaughter in a Grave" - 4:07
4. "Ripping Headaches" - 3:14
5. "Horror" - 4:13
6. "Thrashing Rage" - 4:35
7. "The Helldriver" - 3:45
8. "Build Your Weapons" - 4:46
9. "To the Death" - 5:12

## Personal
- Snake (Denis Bélanger): voz
- Piggy (Denis D'Amour): guitarra
- Blacky (Jean-Yves Thériault): bajo
- Away (Michel Langevin): batería